# Haloxylon griffithii
Haloxylon griffithii är en amarantväxtart som först beskrevs av Horace Bénédict Alfred Moquin-Tandon, och fick sitt nu gällande namn av Pierre Edmond Boissier. Haloxylon griffithii ingår i släktet Haloxylon och familjen amarantväxter.

## Underarter
Arten delas in i följande underarter:
- H. g. griffithii
- H. g. wakhanicum